# الحزب الديمقراطي الاجتماعي (بنين)
الحزب الديمقراطي الاجتماعي (بالفرنسية: parti social-démocrate )‏ هو حزب سياسي بنيني، أسس في 1990، يقع مقره في بورتو نوفو.

## أعضاء بارزون
- كود سباركل
- تحديث القائمة

- Bruno Amoussou